# 와키자카씨
와키자카 씨(일본어: 脇坂氏 와키자카시[*])는 일본의 씨족이다. 와키사카씨라고도 읽는다.
와키자카씨가 역사상에 출현하는 것은 와키자카 야스아키의 아들 야스하루 대부터이며, 후지와라성을 자칭하고 있었지만 야스아키 이전의 계보는 명확하지 않다.
야스하루는 도요토미 히데요시의 휘하에 들어가 시즈가타케의 칠본창에 이름을 올렸고 후에 아와지 스모토번에 3만석의 석고를 가진 다이묘가 되어 수군 대장이 되었다. 야스하루의 차남 야스모토가 홋타씨에게서 양자 야스마사를 데려오면서 네가이후다이 대우를 받게 되었다. 10대 당주 야스타다는 사사봉행, 노중으로 활약하여 정식으로 후다이 다이묘 대우를 받게 되었으며, 그 아들 야스오리도 노중을 지냈다.
2007년 이후 당주는 제16대 당주 와키자카 야스시루이다.